# Nightmare Concert
Nightmare Concert ist ein 1990 erschienener Splatterfilm des italienischen Regisseurs Lucio Fulci. Er benutzt Archivmaterial aus: Sodomas tödliche Rache, When Alice broke the Mirror, Die Saat des Teufels, Massacre, The Murder Secret und möglicherweise auch anderen Filmen Fulcis.

## Handlung
Der Regisseur Lucio Fulci wird geplagt von albtraumhaften Tagträumen, die ihn fast um den Verstand bringen und die Arbeiten an seinem aktuellen Film behindern. In seinen Träumen begegnen ihm Splatterszenen, vor allem aus seiner späteren Schaffensphase. Er sucht den Psychiater Prof. Egon Schwarz auf, um sich helfen zu lassen. Doch dieser schmiedet finstere Pläne, denn in Wahrheit ist er der zurzeit gesuchte Serienkiller. Er versucht seine Taten Fulci aufzudrängen.

## Produktion und Publikation
Ein Großteil des Films besteht aus wiederverwendeten Szenen aus When Alice Broke the Mirror.
Es entstanden mehrere Schnittfassungen darunter eine um 20 Minuten gekürzte FSK-18-Fassung.
Der Film wurde in Deutschland von der BPjM indiziert und gerichtlich nach § 131 StGB als gewaltverherrlichend beschlagnahmt. Jedoch wurden diese Beschlüsse im Jahr 2021 durch das LG Kassel, LG Berlin und AG Berlin-Tiergarten wieder aufgehoben. Die FSK vergab bei der Neuprüfung im Oktober 2021 die indizierungssichere Erwachsenenfreigabe Keine Jugendfreigabe.